# Andrena fumosa
Andrena fumosa är en biart som beskrevs av Laberge 1967. Andrena fumosa ingår i släktet sandbin, och familjen grävbin. Inga underarter finns listade i Catalogue of Life.